# Liste der Monuments historiques in Plomion
Die Liste der Monuments historiques in Plomion führt die Monuments historiques in der französischen Gemeinde Plomion auf.

## Liste der Bauwerke
| Bezeichnung       | Beschreibung                  | Standort | Kennzeichnung | Schutzstatus | Datum | Bild           |
| ----------------- | ----------------------------- | -------- | ------------- | ------------ | ----- | -------------- |
| Markthalle        | Erbaut 1819                   | (Lage)   | PA02000013    | Inscrit      | 1998  | weitere Bilder |
| Kirche Notre-Dame | Erbaut im 16./17. Jahrhundert | (Lage)   | PA00115870    | Inscrit      | 1987  | weitere Bilder |

## Liste der Objekte
- Monuments historiques (Objekte) in Plomion in der Base Palissy des französischen Kultusministeriums